# 手柄山交流ステーション
手柄山交流ステーション（てがらやまこうりゅうステーション）は、兵庫県姫路市の手柄山平和公園にある複合施設。
かつて存在した姫路市交通局モノレール線の手柄山駅（てがらやまえき）の駅舎を改修・再利用している。

## 歴史
姫路大博覧会会期の1966年（昭和41年）5月17日、モノレール線の開通に伴い手柄山駅が開業。経営不振が続いたモノレール線は1974年（昭和49年）に営業休止、1979年（昭和54年）には廃線となり、手柄山駅も廃駅となる。モノレール車両は駅構内に放置された。
廃線後は南北のトンネル状の出入口が封鎖され、ホームもコンコース部の改札口を壁で塞いで立ち入り禁止とされ、当時の車両は検修線に集められて残っていた。手柄山駅の駅舎は路線が休止された後は長らく営業時ほぼそのままの姿で売店・待合室として利用されていたが、その後建て替えられて姫路市の「緑の相談所」となっている。またコンコース部は、改札口などの設備を撤去して緑の相談所の研修室や多目的ホールに転用された。このホーム内の施設と車両は、人の手や風雨の入らない閉鎖空間にあったため35年の歳月を経ても良好な状態を保っていた。
長らく非公開となっていた手柄山駅のホームと車両について、モノレールを建設した石見元秀の三男・石見利勝が市長となった2003年以降、再公開に向けての検討が進められてきた。まず耐震化工事実施計画委託料が2008年度予算に盛り込まれ、2009年秋には検修線からホーム内に車両のうち2両を移転する作業が行われた。
ホームはほぼそのままモノレール展示室に、検修線部分は改修して姫路市立水族館の一部を移転させた水族館新館とし、モノレールと水族館を併せて「昭和レトロ」をテーマとした展示施設へと改装することとなり、2011年4月29日に手柄山交流ステーションとしてオープンした。また、水族館新館は2011年7月2日にオープンした。これに際して、一度封鎖された南北のトンネル状の出入口も、歩廊を設けて交流ステーションの出入口の一つとして再活用されている。水族館脇の出入口は水族館の本館と新館を結ぶ通路として整備され、また旧コンコース部からモノレール展示室に入る事はできなくなっているため、建物屋上（駅舎跡の北隣）に新たにモノレール展示室に直通する出入口が設置された。

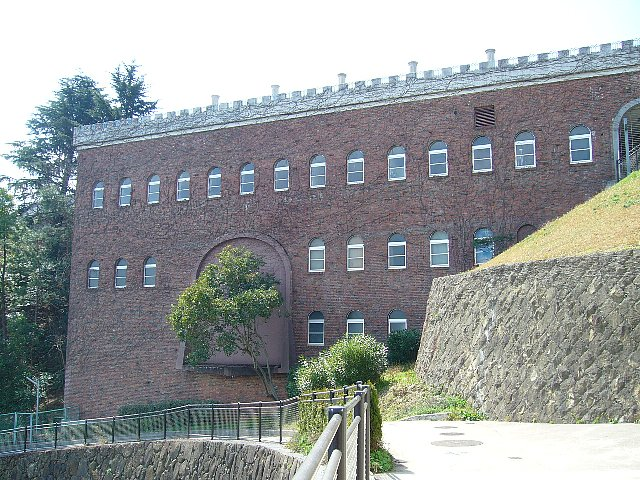
改修前の旧駅舎
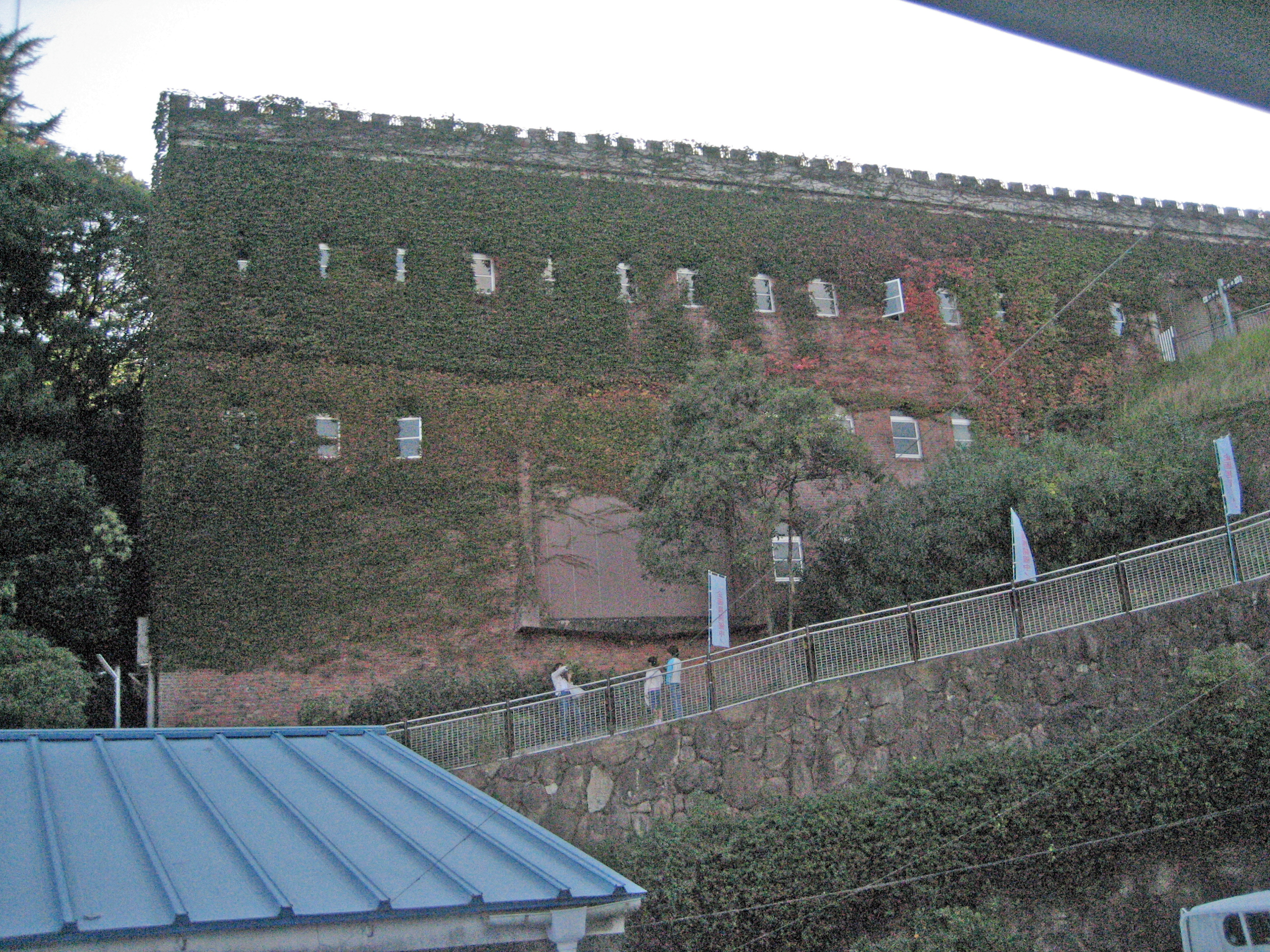
改修前の旧駅舎
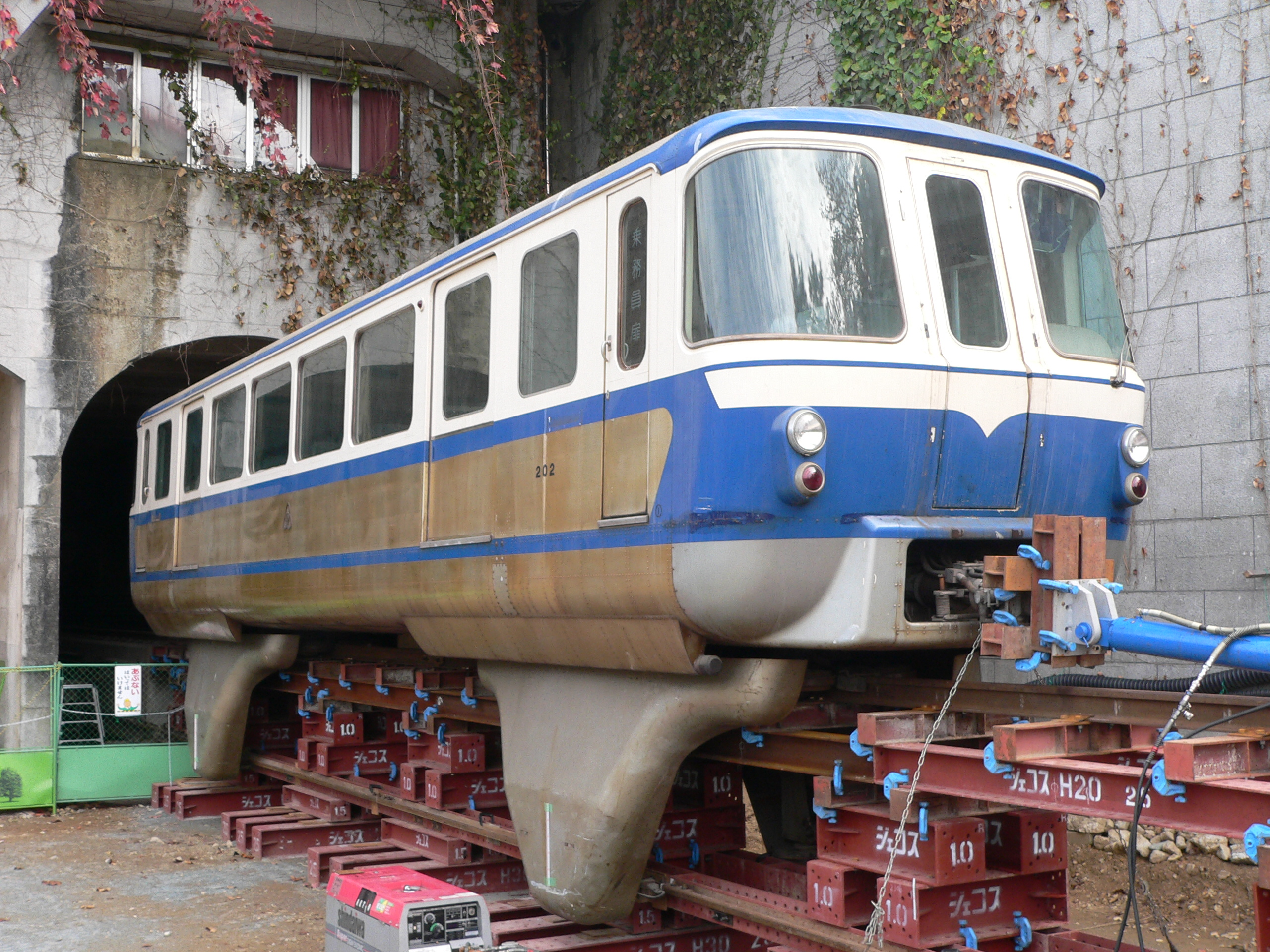
2009年11月15日の限定公開

## 施設

### ホール
ホール・研修室・事務室は3階
- 市民ホール
- 多目的ホール（大1・小2）
- 研修室
- 事務室

### 展示
- モノレール展示室（無料）
  - 1階 - かつて車両出入口だった箇所が建物1階の出入口となっている。レールと車両の底部に該当し正面からのみ見る事が出来る。
  - 2階 - かつての駅ホームを活かして車両が2両展示されている、1両は保存のため車内に立ち入ることは出来ないが、もう1両は車内への立ち入りが可能である。車両の他に、車両部品や当時の時刻表・看板などが展示されている。サンクガーデンとの出入口もある。
- 姫路市立水族館

### その他
- 屋上広場（屋上出入口）
  - 緑の相談所（旧駅舎の入り口）

## 利用案内
- 開館時間 - 午前9時から午後5時
- 休館日 - 火曜日（祝日の場合は翌日）と12月29日から1月1日（多目的ホールは1月3日まで）

## 交通
- 電車 - 山陽電気鉄道「手柄駅」から徒歩10分。
- バス - 路線バス（JR姫路駅南）「姫路市文化センター前」から徒歩10分。または手柄山ループバス（土日祝祭日のみ運行）。

## 手柄山駅
姫路市交通局モノレール線の終着駅であった。駅舎は山の斜面に半分埋まるようにして建設されていた。

### 駅構造
駅舎北側の壁面の中心に開口したトンネルに軌道が吸い込まれるような構造で、建物に合わせたデザインの円柱形の駅舎が建物南側寄りの屋上にあって、建物本体内部のコンコース階（ホームと検修線の真上に当たる）へはこの駅舎と水族館脇の出入口から出入りするようになっていた。駅舎の上には360°を見渡せる展望台も設けられていた。
駅の奥（南側）にはトンネルの出口が存在し、車両はここでスイッチバックして検修線に入っていた。このスイッチバック構造は飾磨方面への延伸を考慮して用意されたものであり、ここに設けられた巨大な可動部を持つポイント機構は、ロッキード式モノレールのものとしては本線用として日本で設置された唯一のものであった。

### 隣の駅
姫路市交通局
モノレール線
大将軍駅 - 手柄山駅